# HMS Conqueror (S48)
Pour les autres navires du même nom, voir HMS Conqueror.
Le HMS Conqueror (pennant number : S48) est un sous-marin nucléaire d'attaque de la classe Churchill, en service dans la Royal Navy entre 1971 et 1990.

## Caractéristiques
Il est le troisième sous-marin de la classe Churchill.

## Histoire
Il participe à la guerre des Malouines au cours de laquelle il coule le croiseur argentin ARA General Belgrano grâce à deux torpilles Mark VIII ayant fait mouche sur trois lancées. Il devient ainsi le seul sous-marin nucléaire ayant coulé un bâtiment au cours d'un combat.